# 海港政府大樓

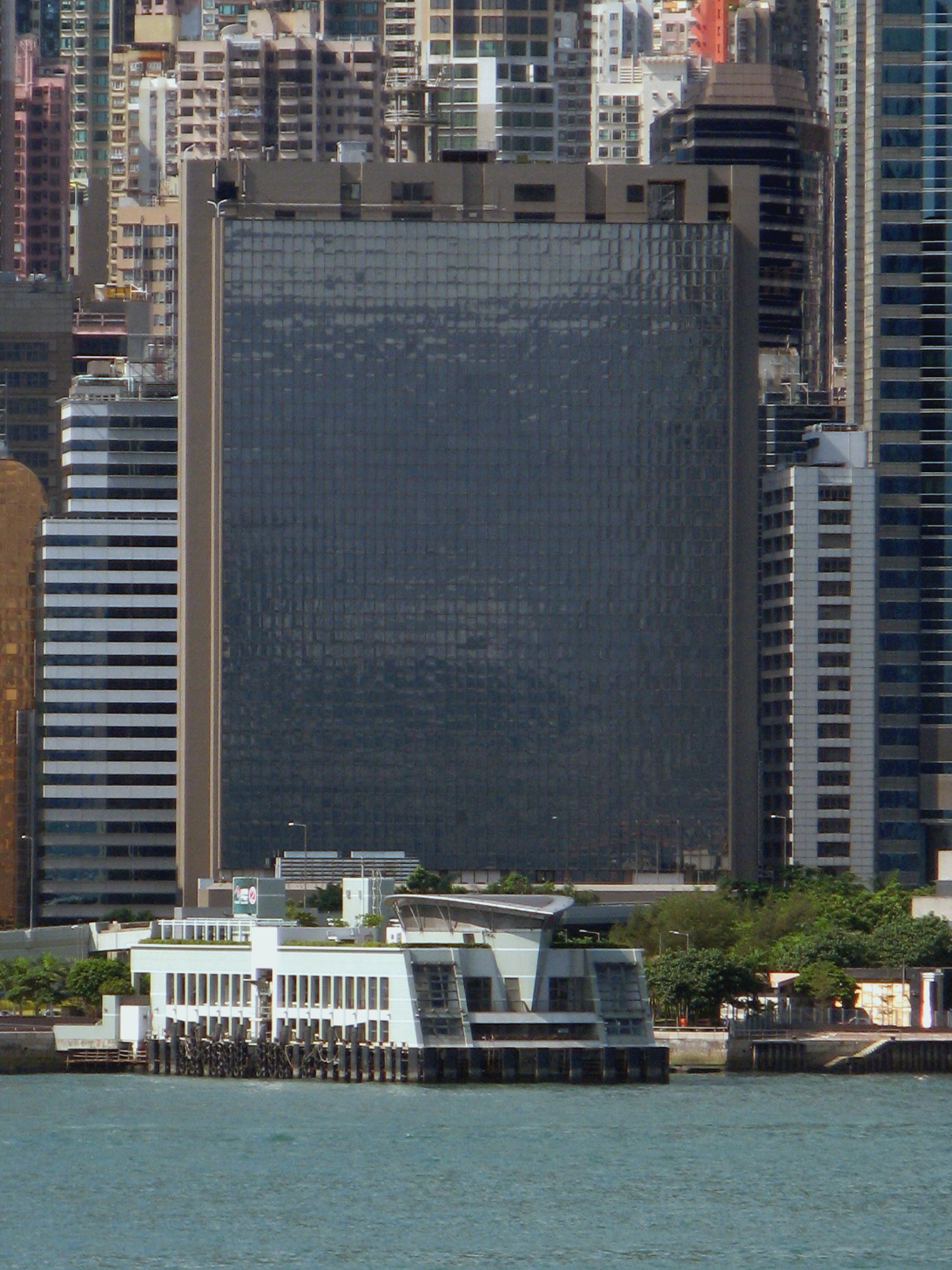
海港政府大樓

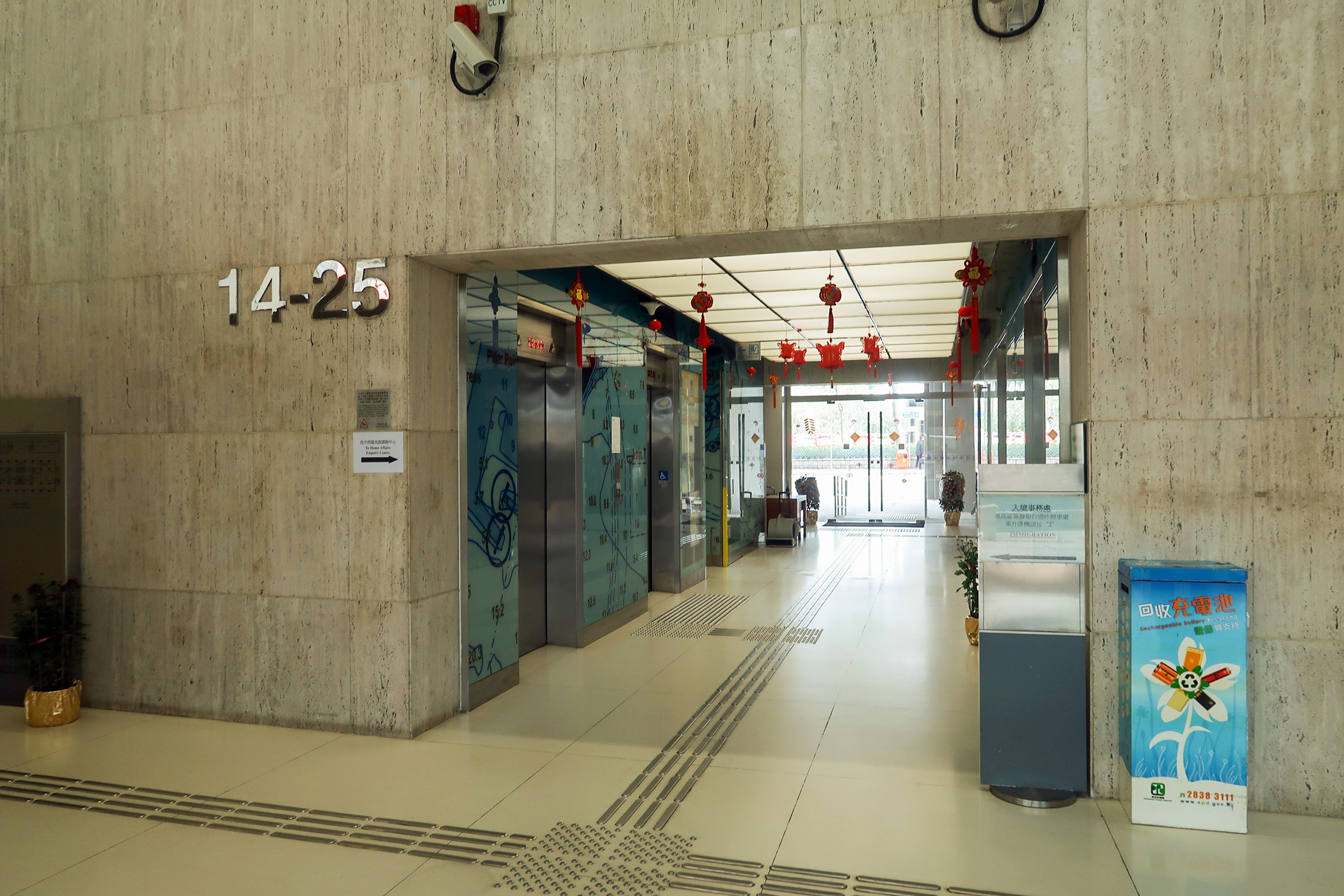
海港政府大樓大堂

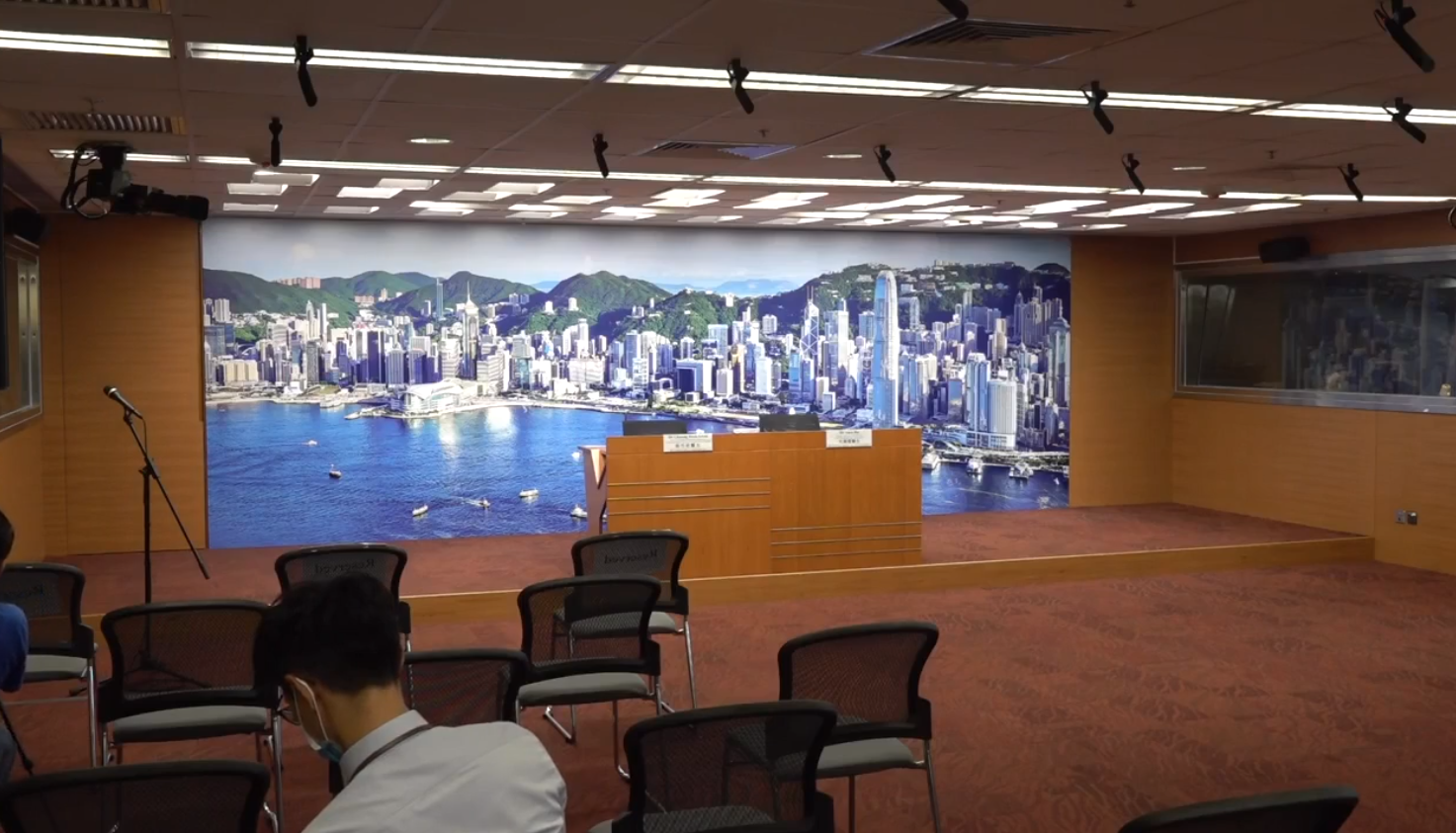
25樓為政府新聞處新聞會議室

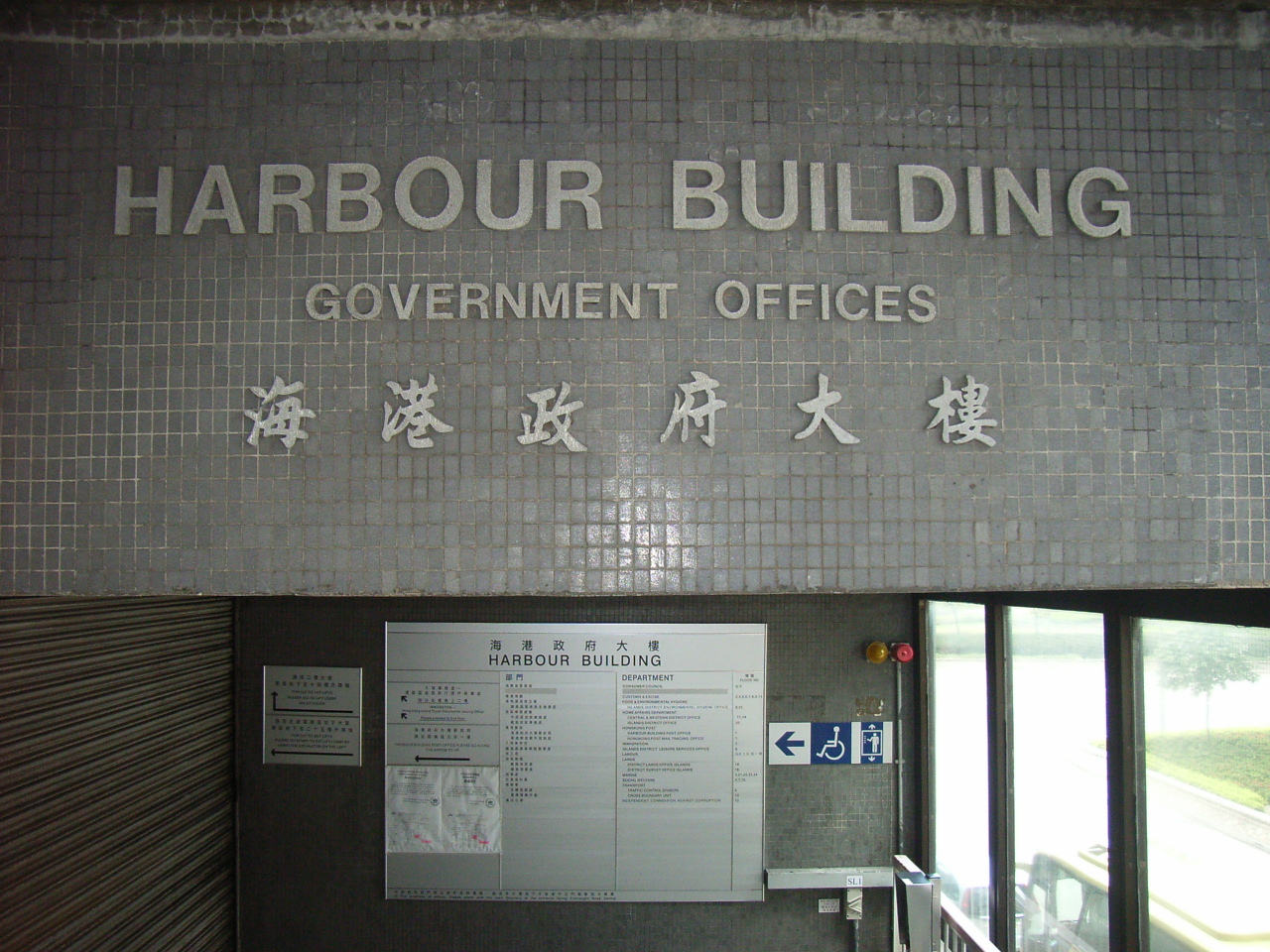
海港政府大樓入口字牌（舊）

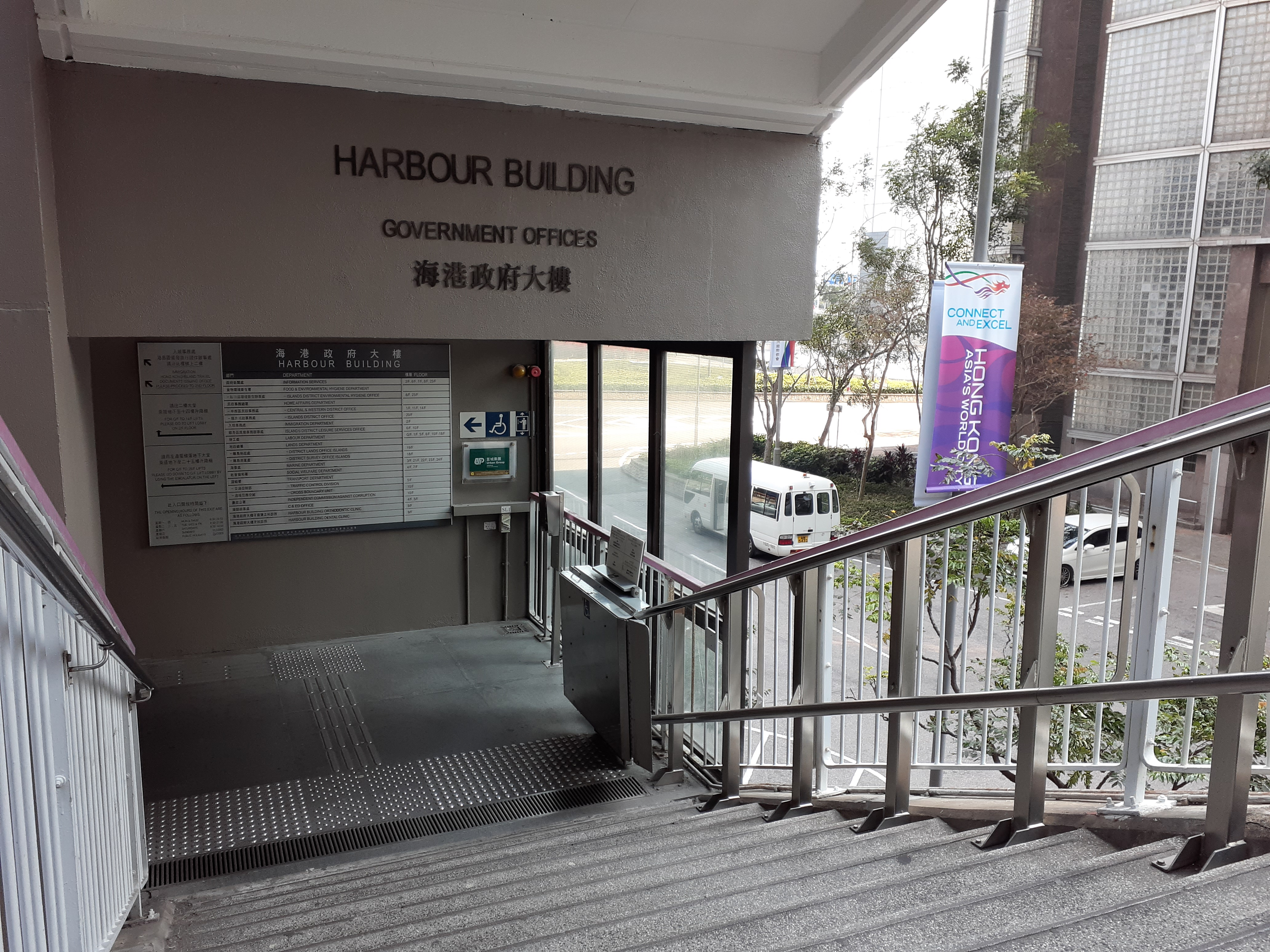
海港政府大樓入口字牌（新）

海港政府大樓（英語：Harbour Building）是香港早期興建的政府大樓，樓高25層，於1985年落成，位處香港香港島上環統一碼頭道38號。當時建造大樓的目的，是興建一座為舊政府碼頭使用的辦公大樓，並作為離島區的政務中心。
海港政府大樓鄰近干諾道中及中環灣仔繞道，望向維多利亞港及中環碼頭，並與中區行人天橋系統連接鄰近建築物，是港島區其中一座政府辦公大樓。大樓內有勞工處（地下、1樓、5－6樓及10－18樓）、展能就業科（地下）、中西區民政事務處（1樓、11樓及14樓）、入境事務處港島區簽發旅行證件辦事處（2樓）、政府新聞處（2樓、6－8樓及25樓）、海事處（3樓及21－24樓）、香港海關（4樓及5樓）、社會福利署（4樓及7樓）、運輸署（5樓及10樓）、康樂及文化事務署（6樓及10樓）、食物環境衞生署（6樓及25樓）、廉政公署（10樓）、地政總署（18及19樓）及離島區民政事務處（20樓），其他設施包括政府餐廳（已關閉）、牙科診所及牙齒矯正科診所（9樓）及下層停車場。而中西區區議會和離島區議會的會議廳及秘書處都設在本大樓內。政府新聞處新聞會議室舉行的記者會也在該處舉行。

## 鄰近地標及建築物
- 中區行人天橋系統
- 中華廠商會大廈
- 南豐大廈
- 李寶椿大廈先施百貨
- 中旅集團大廈
- 四季酒店
- 中保集團大廈
- 華懋大廈
- 中環（林士街）巴士總站
- 港燈電力站
- 無限極廣場
- 信德中心
- 港澳碼頭
- 永安中心
- 國際金融中心

## 外部連結
- 海港政府大樓地圖 （页面存档备份，存于）

22°17′12″N 114°09′18″E / 22.286594°N 114.154994°E